# Còlit tractrac
El còlit tractrac (Emarginata tractrac) és una espècie d'ocell de la família dels muscicàpids (Muscicapidae) pròpia de l'Àfrica austral. Es troba al sud-oest d'Angola, l'oest de Namíbia i Sud-àfrica. Habita els matollars àrids i semiàrids, les dunes i les planes de grava. El seu estat de conservació es considera de risc mínim.